# Tsjerski
Tsjerski (Russisch: Черский), tot 1962 Nizjnieje Kresty (Нижние Кресты), is een nederzetting met stedelijk karakter in het uiterste noordoosten van de Russische autonome deelrepubliek Jakoetië en vormt het bestuurlijk centrum van de oeloes Nizjnekolymski daarbinnen. De plaats ligt op de oostoever van de benedenloop van de rivier de Kolyma op ongeveer 80 kilometer van haar monding ten noorden van haar zijrivier de Pantelejicha en ligt op 1920 kilometer per vliegtuig ten noordoosten van Jakoetsk (per rivier: 3189 km). De bevolking bedroeg 3.832 personen bij de volkstelling van 2002 tegen nog 11.176 bij die van 1989. Direct ten zuiden van de plaats ligt de luchthaven Tsjerski en iets noordelijker ligt de haven Zeljony Mys, een microdistrict van Tsjerski, waar in 2007 ongeveer 1100 mensen woonden.
Onder jurisdictie van de plaats stond het dorp Petoesjki ongeveer 35 kilometer noordelijker, maar dit dorp werd in 2007 gesloten en de inwoners zijn verplaatst naar Tsjerski.

## Geschiedenis
Tsjerski was in de 17e eeuw een vissersplaatsje. Verschillende bekende Russische ontdekkingsreizigers deden in die tijd de plaats aan, waaronder Stadoechin, Tsjoekitsjov, Dezjnjov, Zacharov en Charitonov. Een detachement van Stadoechin en Zyrjan raakte in 1643 daarbij in conflict met de lokale Joekagierse vorsten Korali en Panteli.
In 1891 trok een expeditie onder leiding van de Poolse poolonderzoeker Ivan Tsjerski (Jan Czerski) door deze regio, die echter werd afgebroken nadat Tsjerski ziek werd en stierf op 25 juni 1892 (hij werd begraven in het dorp Kolymskoje). Zijn vrouw Marva Tsjerskaja zette de expeditie later voort.
In 1931 kreeg de plaats de naam Nizjnije Kresty. Er werd een doorgangskamp gevestigd voor Goelagschepen die vanuit Ambartsjik de Kolyma opvoeren. Gevangenen die deelnamen aan een opstand in 1937 werden nabij de plaats geëxecuteerd op een plek met de naam Krovavoje ozero ("bloedig meer"). 
In 1963 kreeg de plaats de status van nederzetting met stedelijk karakter en haar huidige naam. In 1966 werd de plaats bezocht door de Canadese schrijver Farley Mowat, die de inwoners van Tsjerski en de omliggende plaatsen beschreef in zijn boek The Siberians (1970).
In de Sovjetperiode werden in Tsjerski onder andere een autofabriek, fabrieken voor bouwmaterialen en een hydrografische basis van Minmorflot (het Sovjetministerie voor marine) gebouwd. In 1981 richtte Sergej Zimov het Noordoostelijke Wetenschappelijk Station op, waar onder andere onderzoek wordt gedaan naar het broeikaseffect en het herstel van Pleistocene landschappen.
Na de val van de Sovjet-Unie trok meer dan de driekwart van de bevolking weg. Met name de Russen zijn sindsdien vertrokken.

## Economie en voorzieningen
De belangrijkste economische activiteiten in de plaats worden nu gevormd door het houden van rendieren, voedingsmiddelenindustrie. Er bevinden zich ook een postagentschap en een zeehaven. Qua voorzieningen heeft het dorp een huis van cultuur en basisschool, middelbare school en een muziekschool en ook de school van Nizjnekolymski voor de noordelijke volken. Tsjerski is een van de belangrijkste ontmoetingsplaatsen van de Toendra-Joekagieren. Er bevindt zich tevens een museum voor de geschiedenis en cultuur van de Beneden-Kolymaregio, dat als cultureel kruispunt fungeerde tussen de Tsjoektsjen, Joekagieren, Evenen, Jakoeten en Oude Russen (Starozjily).
De stroomvoorziening wordt verzorgd door de kerncentrale Bilibino vanuit Tsjoekotka, maar doordat veel publieke diensten begin 21e eeuw grote betalingsachterstanden hadden, is de stroom al verschillende malen afgesloten.

## Pleistoceen park
Bij de plaats ligt een pleistoceen park (zakaznik) met een oppervlakte van 160 km², dat werd opgericht door de Russische geograaf, geoloog en poolonderzoeker Sergej Zimov.
Bestuurlijk centrum: Tsjerski

Ambartsjik · Androesjkino · Dve viski · Jermolovo · Kolymskoje · Krestovaja · Michalkino · Nizjnekolymsk · Petoesjki(†) · Pochodsk · Timkino · Tsjoekotsjja